# Гулер Октен
Гулер Октен (тур. Güler Ökten; Испарта, 14. новембар 1941) турска је глумица.

## Филмографија
| Улоге Гулер Октен |                |               |                |          |
| Година            | Српски назив   | Изворни назив | Улога          | Напомена |
| 2007—2010.        | Кад лишће пада |               | Џеврије Башсој |          |